# 1772 Gagarin
Gagarin (asteróide 1772) é um asteróide da cintura principal, a 2,2647466 UA. Possui uma excentricidade de 0,1040401 e um período orbital de 1 467,88 dias (4,02 anos).
Gagarin tem uma velocidade orbital média de 18,73385731 km/s e uma inclinação de 5,74331º.
Esse asteróide foi descoberto em 6 de Fevereiro de 1968 por Lyudmila Chernykh.
O seu nome é uma homenagem ao cosmonauta soviético Iuri Gagarin.